# (311999) 2007 NS2
(311999) 2007 NS2 — астероїд й один із троянців Марса. Його орбіта стабільно перебуває в точці L5 на орбіті Марса — одній із двох гравітаційно стабільних точок Лагранжа, які розташовані 60 градусів позаду планети.

## Відкриття, орбіта та фізичні характеристики
Астероїд (311999) 2007 NS2 відкрили 14 липня 2007 року в Обсерваторії Ла-Сагра в Іспанії. Він рухається навколо Сонця по майже круговій орбіті, оскільки має низький ексцентриситет (0,054). Нахил орбіти астероїда до площини Сонячної системи становить 18,6°. Середня відстань до Сонця (велика піввісь орбіти) дорівнює 1,52 астрономічні одиниці (а.о.). Спочатку 2007 NS2 класифікували як астероїд, який перетинає орбіту Марса. Його траєкторія може поступово змінюватися через гравітаційний вплив інших тіл у Сонячній системі. Орбіта цього астероїда досить добре вивчена. Станом на березень 2013 року вчені провели 87 спостережень, що дозволило відстежити його рух протягом понад 13 років. За яскравістю астероїда, тобто його абсолютною зоряною величиною (17,8), астрономи визначили, що його розмір становить приблизно 870 метрів у діаметрі.

## Походження

Анімація 2007 NS2 відносно Сонця та Марса 1600—2500 років
Сонце·
2007 NS2·
Марс

Довготривалі комп'ютерні моделювання показують, що орбіта астероїда (311999) 2007 NS2 залишається надзвичайно стабільною протягом мільярдів років. Астрономи прорахували його траєкторію як на 4,5 мільярда років у минуле, так і на 4,5 мільярда років у майбутнє, і жодних значних змін у його русі не виявили. Це означає, що астероїд міг існувати ще з самого початку формування Сонячної системи. Він, ймовірно, є первинним об'єктом, тобто уламком давніх планетезималей — малих небесних тіл, з яких мільярди років тому утворювалися планети. Подібні характеристики має астероїд 5261 Еврика, ще один троянець Марса. Це підтверджує ідею, що деякі астероїди в Сонячній системі можуть бути справжніми «космічними скам'янілостями», які зберегли свій первісний вигляд ще з часів зародження нашої планетної системи.